# Combustibil nuclear
Combustibilii nucleari sunt materiale care fisionează sau fuzionează, producând energie nucleară. Sintagma combustibil nuclear este folosită în analogie cu combustibilii fosili, deși nu suferă procese de combustie, ci de fisiune sau fuziune nucleară. Combustibilii nucleari utilizați în reactorii nucleari conțin izotopi fisili (susceptibili să sufere reacții de fisiune nucleară). Similar, combustibilii nucleari de fuziune vor suferi reacții de fuziune nucleară.
Materialele fisionabile au proprietatea de a capta neutroni, iar în urma procesului elementar de fisiune emit alți neutroni, propagând reacția nucleară de fisiune în lanț. Cel mai cunoscut material fisil este 235U, un izotop al uraniului, aflat în amestecul izotopic natural într-un procent de 0,72 %. Alte exemple de izotopi fisili sunt 233U, 239Pu, 250Cm, 252Cf etc. Pe lângă reactorii nucleari comerciali, fenomenul de fisiune este întâlnit în natură (a se vedea fisiunea spontană, reactorul natural de fisiune nucleară, centrul Pământului ca un reactor de fisiune, etc.)
Există și așa numiții izotopi fertili care, în urma unui proces de activare neutronică sub neutroni rapizi, se transformă în izotopi fisili (de exemplu, 232Th se poate transforma în 233U, în timp ce 238U trece în 239Pu, etc.).
Exemplul clasic de combustibil de fuziune este tritiul, un izotop al hidrogenului (3H). Chiar dacă procesul de fuziune nucleară nu este complet controlat încă de către om, acesta are loc în natură (exemplul clasic, Soarele / stelele ca reactori nucleari de fuziune).

## Tipuri de combustibili de fisiune nucleară

### Combustibili nucleari ceramici

#### Combustibili nucleari de tip oxidic
Dioxidul de uraniu (UO2), un solid semiconductor de culoare neagră, este cel mai popular combustibil nuclear. Modul său de preparare este explicat pe larg în paginile yellowcake și ciclul combustibilului nuclear. Conductivitatea sa termică este foarte scăzută comparativ cu cea a zirconiului (material utilizat pentru întecuire) și scade cu creșterea temperaturii (a se vedea accidentul nuclear de la Cernobîl). Procesul de coroziune a UO2 în apă este controlat de procese electrochimice similare coroziunii galvanice a unei suprafețe metalice. Conținutul în 235U în combustibilul oxidic poate fi cel specific amestecului natural (0,72 %) sau mai ridicat (îmbogățit). 
In urma amestecării dioxidului de uraniul sărăcit cu PuO2 se obține un alt tip de combustibil, denumit MOX (engleză: „mixed oxide”). Proprietățile acestuia sunt similare (dar nu identice) cu cele ale uraniului îmbogățit. MOX este o alternativă viabilă pentru uraniul slab îmbogățit (LEU), care este utilizat pe scară largă în reactori moderați cu apă ușoară. Prepararea MOX implică existența unor uzine de reprocesare, ceea ce ridică probleme de proliferare nucleară.
De asemenea, thoriul mai poate fi folosit ca material fertil în cadrul ciclului combustibilului nuclear al thoriului, combustibilul respectiv fiind denumit Th-MOX. În vederea închiderii ciclului combistibilului nuclear se are în vedere incorporarea unor izotopi de viață lungă ai unor actinide minore (Np, Am, Cm) în combustibili nucleari de tip MOX pentru transmutație.

#### Combustibili nucleari de tip nitrură
Comparativ la combustibilul oxidic, nitrura (azotura) de uraniu prezintă avantajul că au o conductivitate termică mult superioară și un punct de topire foarte ridicat. Dezavantajul major este acela că în timpul arderii este generată o cantitate importantă de 14C în baza reacției nucleare 14N(n,p)14C; o metodă potențială pentru a evita formarea 14C este îmbogățirea în 15N în timpul fabricării combustibilului. Un alt dezavantaj este acela că un astfel de combustibil este oxidabil, deci manipularea sa de-a lungul ciclului combustibilului nuclear trebuie să aibă în vedere acest aspect.

#### Combustibili nucleari de tip carbură
În anii '60–'70 s-a manifestat un interes deosebit pentru astfel de combustibili nucleari, interes care pare să revină odată cu validarea reactorilor cu neutroni rapizi răciți cu gaz de generația a IV-a. Carburile de uraniu (UC, UC2, U2C3, generic notate ca UCx) prezintă o conductivitate termică mult superioară comparativ cu UO2. Acestea pot fi folosite ca atare sau în combinație cu carburile plutoniului (PuC și Pu2C3). Precum combustibilii de tip nitrură, și carburile sunt oxidabile.

### Combustibili nucleari metalici
Prezintă avantajul că au o conductivitate termică mult superioară combustibilului oxidic; din contră, nu rezistă la temperaturi foarte înalte. De asemenea, prezintă cea mai mare densitate de atomi fisili. De obicei sunt sub forma de aliaje (U–Al, U–Zr, U–Si, U–Mo, U–Zr–H), dar în unele cazuri s-a utilizat uraniu pur în formă metalică. Toate formele menționate pot acomoda plutoniu sau alte actinide ca parte a ciclului închis al combustibilului nuclear.
Combustibilii de tip metalic au fost utilizați în cazul reactorului Clementine (1946, reactor experimental cu neutroni rapizi) și în mulți reactori de cercetare (de exemplu, TRIGA, operațional și în România, în cadrul Institutului pentru Cercetări Nucleare Arhivat în 23 septembrie 2018, la Wayback Machine., pe platforma de la Mioveni). Combustibilul metalic a fost utilizat în reactori răciți cu apă ușoară sau reactori reproducători răciți cu sodiu lichid.
Plutoniul a fost utilizat precum combustibil nuclear în formă lichide, fiind aliat cu metale care scad punctul de topire. Aliajul încapsulat în tantal a fost testat de către SUA în anii ′60 în doi reactori experimentali, LAMPRE I și II.

### Combustibili nucleari lichizi
Combustibilii nucleari lichizi pot fi topituri sau soluții de uraniu sau uraniu-plutoniu (evetual cu adaos de alte actinide minore, în vederea închiderii ciclului combustibilului nuclear prin transmutație) și prezintă avantaje potențiale importante comparativ la combustibilii în stare solidă (minimizare, posibilitatea utilizării 232Th ca material fertil, dinamică autocontrolată, trecere rapidă în regim pasiv, abilitatea de a elimina xenonul – produs de fisiune care otrăvește combustibulul nuclear în stare solidă). Reactorii cu săruri topite utilizează – în mod normal – fluoruri, cu limite operaționale destul de largi. 
În trecut, reactorii omogeni cu soluție apoasă de sulfat de uranil au fost utilizați în scop de cercetare, fiind avuți în vedere pentru producerea de izotopi în scop medical.